# Bulbophyllum exasperatum
Bulbophyllum exasperatum là một loài phong lan thuộc chi Bulbophyllum.